# FTIコンサルティング
FTI コンサルティング（英:FTI Consulting） はアメリカ合衆国のワシントンDCに本社を置くビジネスアドバイザリーファーム。FTIは世界有数の金融コンサルティングファームの1つであり、最高峰のグローバル経営コンサルティングファームの1つとしてランク付けされている。
組織は「コーポレート・ファイナンスおよびリストラクチャリング」「経済コンサルティング」「フォレンジックおよび訴訟コンサルティング」「ストラテジックコミュニケーション」「テクノロジー」の５つのセグメントで構成される。同社は1982年にForensic Technologies International Ltdとして設立され、現在は6大陸31か国を拠点に展開。全世界で7,800人のスタッフを有する。
同社はリーマンブラザーズやゼネラルモーターズの経営破綻、バーナード・L・マドフの詐欺事件調査、ブッシュ対ゴア事件、メジャーリーグ野球のステロイド調査、石油・ガス会社のためのメディアキャンペーンなどに関与。
2019年にはフォーチュン誌が発表したフォーチュン1000企業に選ばれたほか、Law Business Research社の「Who’s Who Legal」にて「Consulting Firm of the Year」を獲得した。

## 沿革
1982年、2人のエンジニア、Joseph ReynoldsとDaniel Luczakによって、メリーランド州アナポリスにて、Forensic Technologies Internationalが設立され、訴訟時の専門家証言や、陪審員に対して複雑な技術的問題を論証する視覚的なプレゼンテーションを提供した。1996年5月、同社は株式公開で1株8.50ドルで上場を果たし、1110万ドルを調達。訴訟支援サービス会社として最初に上場した企業の1つであった。
1998年、Forensic Technologies InternationalはFTIコンサルティングとしてブランドを変更。1999年にニューヨーク証券取引所でFCNとして取引を開始した。
FTIコンサルティングは2002年、破産、事業再生、事業再編サービスで米国最大のプロバイダーであったPricewaterhouseCoopers（PwC）の米国ビジネスリカバリーサービス部門（BRS）を2億5000万ドルで買収。翌2003年にはKPMGの紛争解決サービス部門を買収。同年にシカゴを拠点とするCompass Lexeconを買収し、その社名を維持したまま子会社化した。
2006年、ロンドンを拠点とするコミュニケーションコンサルティングファームFinancial Dynamics（FD）を買収し、現在は同社のストラテジックコミュニケーション部門となっている。 2007年にはラテンアメリカに進出し、初めて10億ドルの年間売上を達成した。
2010年には香港でFS Asia Advisory Limitedを買収することでFTIの活動がアジアに拡大。2014年1月、Steven H. Gunbyが社長兼最高経営責任者（CEO）に着任。

## サービス
FTIコンサルティングは5つのビジネスセグメントで構成。プロアクティブなリスク管理から予期せぬ事態や環境の変化に適応するための危機対応に至るまで、ビジネスのサイクル全体にわたってクライアントを支援する包括的なサービスを提供する。 

### コーポレート・ファイナンスおよびリストラクチャリング
企業、取締役会、投資家、融資機関、債権者に対し、リストラクチャリング、ビジネストランスフォーメーション、トランザクションソリューションなどのサービスを提供。価値創造プロセス全体を一貫して支援することを強みとする。証券訴訟、M&A、独占禁止法、リスク管理、バリュエーション、国際仲裁に関する専門知識も有する。

### 経済・金融コンサルティング
クライアントが直面する複雑な経済問題に関する課題や機会の把握を支援するため、法律事務所、企業、政府機関等に対して経済分析や専門家証言を提供。法令等手続、意思決定、政策立案の議論において専門家としての見解や証言を提供するなど、業務は広範に渡る。

### フォレンジックおよび訴訟コンサルティング
包括的なフォレンジック、調査、データ分析、訴訟サービスを提供。独立系コンサルティング企業として、リスク、紛争、調査、訴訟シナリオ等の分野において専門知識を有する他、世界の主要企業、政府、法律事務所へのサービス提供で広範な経験を有する。

### ストラテジックコミュニケーション
財務、規制、評判を巡る課題の解決を目指すクライアント向けに戦略的なコミュニケーションアドバイザリーサービスを提供。ファイナンシャル・コミュニケーション、コーポレート・レピュテーション、パブリック・アフェアーズのサービスを統合的に提供し、包括的な戦略的コミュニケーションを支援する。

### テクノロジー
データに関連するビジネス上の課題を解決するため、組織が情報を適切に管理、保護、検索、分析し、迅速に情報を把握できるように支援。革新的なテクノロジー、エキスパートサービス、徹底的な問題解決により、同社は全世界のクライアントに訴訟や当局調査に耐え得る防御性と再現性を持つソリューションを提供。組織は不正の根絶、規制コンプライアンスの維持、法務およびITのコスト削減、機密情報の保護、迅速な事実調査、データの活用によるビジネス価値の創出に関してアドバイスを提供する。

## ジャニー喜多川性加害問題の記者会見担当
ジャニーズ事務所がジャニー喜多川性加害問題を巡って2023年9月7日および10月2日に開いた記者会見の運営を担当した。その際、特定の記者やフリージャーナリストを指名しないようにするための「指名NG記者」のリストを作成。同事務所は、NGと書かれたリストを事前に見せられていたことを認めた。なお「今回流出した資料は、弊社の関係者は誰も関与しておりません」「弊社は誰か特定の人を当てないでほしいなどという失礼なお願いはしていない」「井ノ原が『これどういう意味ですか？　絶対当てないとダメですよ』とPR会社に要望した」と事務所自体の関与は否定している。
| 名前       | 所属                   |
| ---------- | ---------------------- |
| 望月衣塑子 | 中日新聞社（東京新聞） |
| 鈴木エイト | やや日刊カルト新聞     |
| 本間龍     |                        |
| 松谷創一郎 |                        |
| 尾形聡彦   | Arc Times              |
| 佐藤章     | 五月書房新社           |

同月5日にFTIは声明を出し、指名NG記者リスト（6名）と指名候補記者リスト（8名・社）の作成を認め、謝罪した。リストについて「弊社が作成し、運営スタッフ間で共有した」とした。会見場の使用時間が限られるなかで「円滑な運営準備のため」だったと釈明した。また「ジャニーズ事務所は作成に一切関与していない」とした。会見の司会進行を担当し、質問する記者の指名を行った元NHKアナウンサー松本和也は、会見開始約30分前にスタッフからリストを渡され、リストが手元にあったことを認めている。松本は、リストは無いものとして進行すると決め、できる限り偏りのないように指名したと主張しているが、約200人いる記者の中から1番目、2番目、4番目に指名されたのは、リスト掲載の指名候補記者（社）だった。
FTI側の責任者で同社ストラテジック・コミュニケーションズ日本チームのシニア・マネージング・ディレクター野尻明裕は、週刊文春の電話取材に応じ、「リストの準備はいいシステムだと思ったか」という問いに対して、「まあ、いいかどうかというのは私自身は判断する立場じゃないと思ってますので。一回目の会見では、（質問を）一人一回というのはあったように記憶していますけれども、そういう制限があったりとか、時間で区切るとか、あるいはもう少し酷い話になると質問を打ち切ったりとか、いろんなやり方があると思いますので。何が絶対良くて、何が絶対ダメだということはなくて、それぞれの物理的な状況とかのなかで対応せざるを得ないのかなという風に思います。それで特に、10月2日というのは（企業の）内定式も各社あって、非常に会場探しも大変でしたので、そういった中で考えると、そういった時間的な制約というのがどうしても出てきたということはあって。私どもお手伝いする立場としては考えたということでございます」と回答した。
2024年8月27日、SMILE-UP.（旧ジャニーズ事務所）はFTIコンサルティングが行った調査の概要を発表した。FTIは「独断でリストを作成したことは事実であり、大変申し訳ない」と謝罪。業務委託料を受け取らない意向を示したという。